# Іслам у Німеччині
Іслам в Німеччині - це друга за кількістю вірян релігія після християнства. 

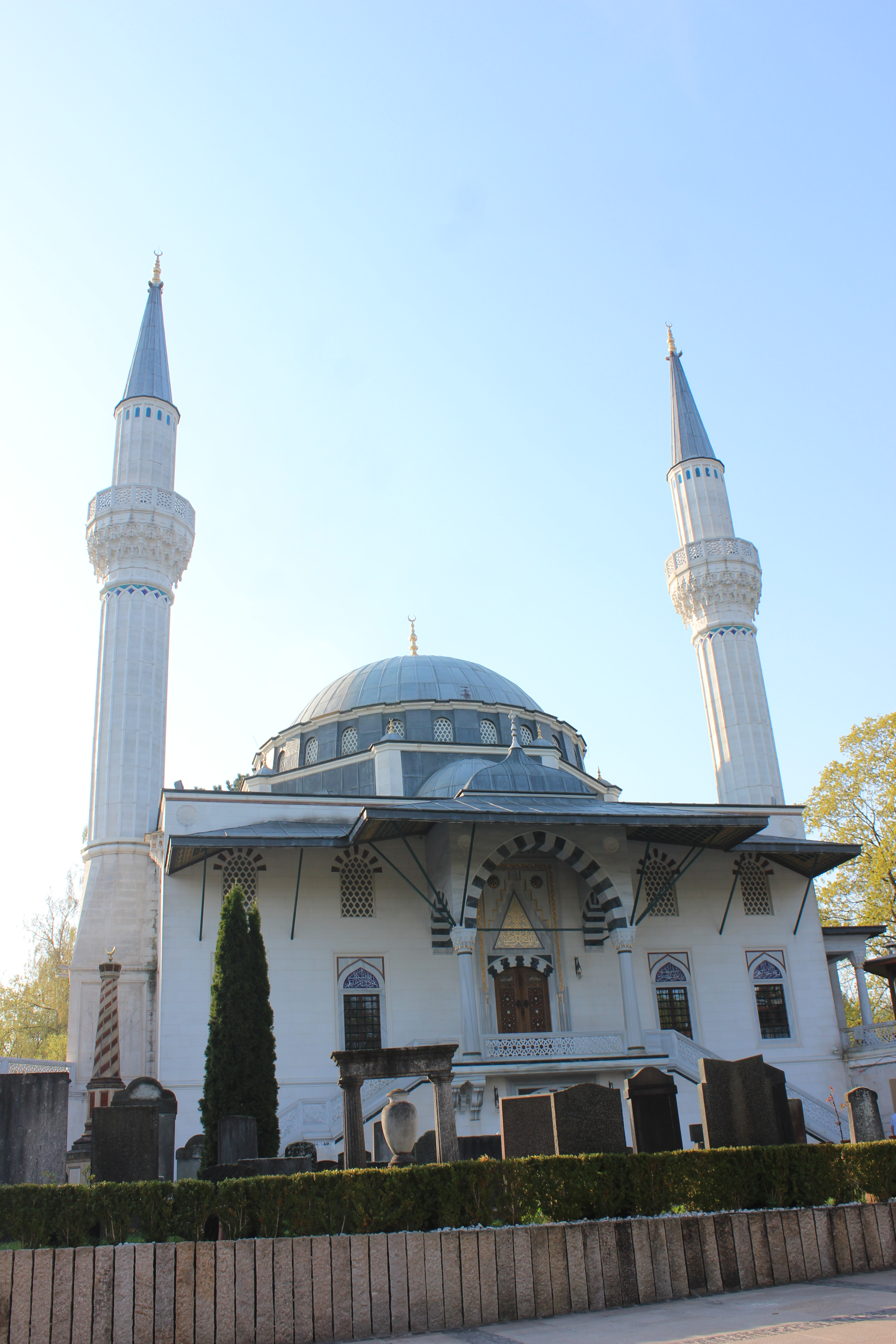
Мечеть Чехітлік, Берлін

Представницьке опитування підрахувало, що у 2019 році в Німеччині було 5,3 – 5,6 мільйонів мусульман. 

## Демографія
Більшість мусульман - це турки, також проживають араби, боснійці, пуштуни та іранці. Існує також меншість мусульман, що є вихідцями зі Східної Африки. Переважна більшість мусульман живе в колишній Західній Німеччині, включаючи Західний Берлін. Однак, на відміну від більшості інших європейських країн, значні мусульманські громади існують у деяких сільських регіонах Німеччини, особливо в Баден-Вюртемберзі, Гессені, частині Баварії та Північного Рейну-Вестфалії.

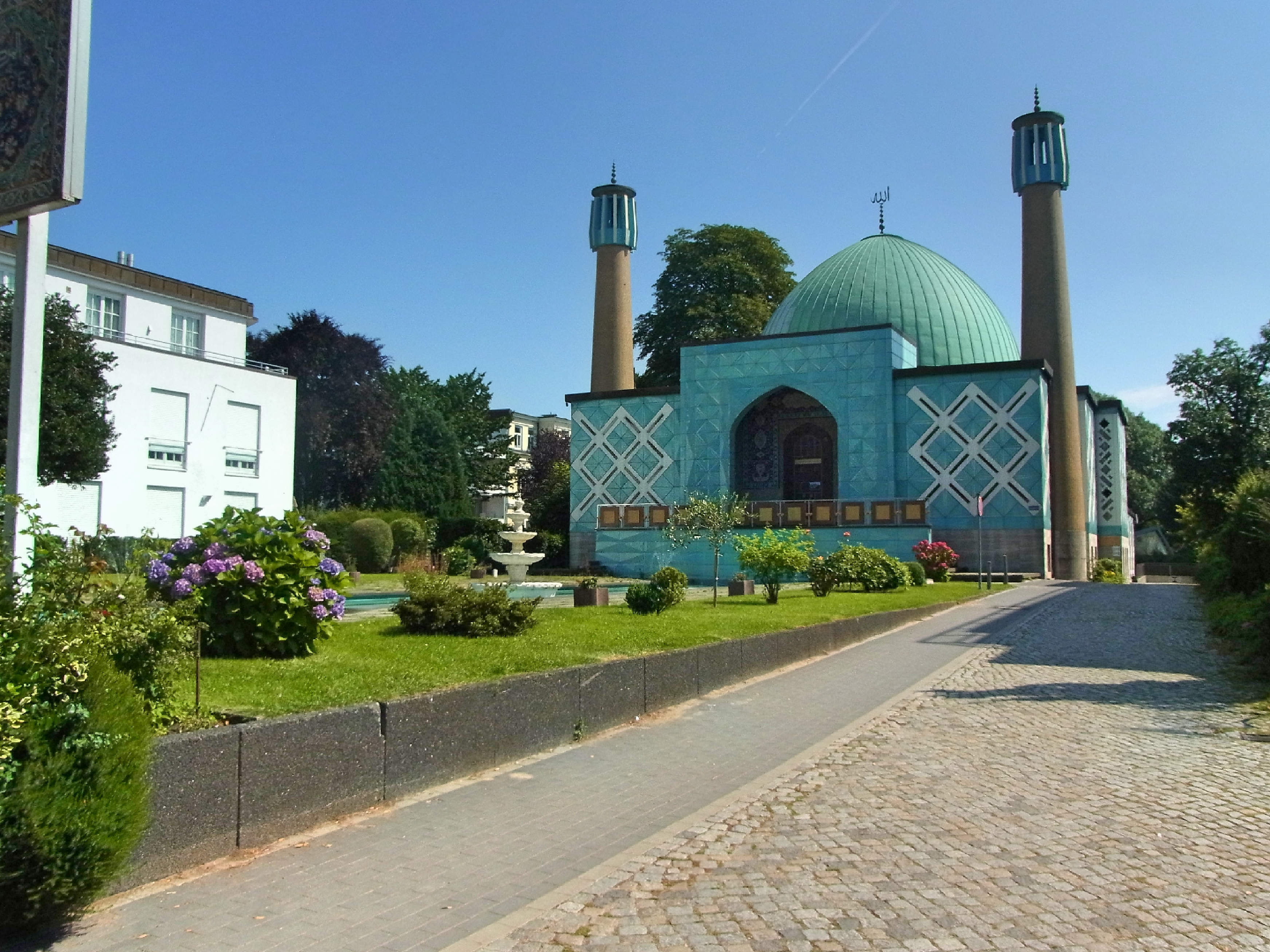
Мечеть імама Алі, Гамбург

75% мусульман в Німеччині - суніти, 7 -шиїти. 
Ахмадія налічує близько 35 000 вірян.